# Thomas Grünberger
Thomas Grünberger (* 23. Februar 1964) ist ein österreichischer Chirurg und Universitätsprofessor.

## Leben
2002 habilitierte Grünberger an der Universität Wien für das Fach Chirurgie mit dem Thema „Neue Erkenntnisse in der chirurgischen Therapie von Patienten mit Lebermetastasen“. Zu seinen Schwerpunkten gehört die Leberchirurgie – er hat in Österreich die größte Fallzahl an Leberoperationen durchgeführt – sowie das multidisziplinäre Management von Lebermetastasen des Dickdarmkarzinoms sowie das Gallenblasen- und Gallengangskarzinom. Grünberger leistet auf dem Gebiet der Onkologie intensive Forschungsarbeit, die sich in über 90 wissenschaftlichen Publikationen sowie in mehr als 100 Einladungen für Vorträge ins Ausland niederschlägt.
Aktuell ist er Leiter der 1. Chirurgischen Abteilung in der Rudolfstiftung in Wien. Seit 2002 ist er Vorstandsmitglied der Austrian Society of Surgical Oncology (ASSO), seit 2008 Vorstandsmitglied der European Society of Surgical Oncology (ESSO).
Seit 2005 ist er mit der Ärztin und Privatdozentin Birgit Grünberger, geb. Schüll, verheiratet und hat zwei Kinder.